# Llano de Nopal
Llano de Nopal är en ort i Mexiko.   Den ligger i kommunen Metlatónoc och delstaten Guerrero, i den sydöstra delen av landet, 240 km söder om huvudstaden Mexico City. Llano de Nopal ligger 1 623 meter över havet och antalet invånare är 194.
Terrängen runt Llano de Nopal är kuperad norrut, men söderut är den bergig. Runt Llano de Nopal är det ganska glesbefolkat, med 43 invånare per kvadratkilometer. Närmaste större samhälle är Xalatzala, 20,0 km nordväst om Llano de Nopal. I omgivningarna runt Llano de Nopal växer huvudsakligen savannskog.